# Anthony McFarland
Pour les articles homonymes, voir McFarland.
(en) Statistiques sur pro-football-reference
Anthony Darelle McFarland, dit Booger McFarland, né le 18 décembre 1977 à Winnsboro, est un joueur américain de football américain.
Ce defensive tackle a joué pour les Buccaneers de Tampa Bay (1999–2006) et les Colts d'Indianapolis (2006–2007) en National Football League (NFL).
Il a remporté les Super Bowls XXXVII et XLI.